# Orangefarbener Blasebalgfisch
Der Orangefarbene Blasebalgfisch (Notopogon xenosoma) ist ein kleiner Meeresfisch aus der Gruppe der Seenadelartigen. Er kommt in tropischen und subtropischen Meeren auf der südlichen Erdhalbkugel vor. Fische dieser Art wurden bisher bei Madagaskar, aus der südafrikanischen Algoa Bay bei Neuseeland und Neukaledonien im südlichen Atlantik bei Tristan da Cunha und der Gough-Insel nachgewiesen. 

## Merkmale
Der Orangefarbene Blasebalgfisch kann eine Maximallänge von 17 Zentimetern erreichen. Sein Körper ist hochrückig und annähernd rund. Zusammen mit dem Kopf, der in einem langen, röhrenförmigen Maul ausläuft, ergibt sich so insgesamt eine Form, die an einen Blasebalg erinnert. Die erste Rückenflosse wird von sieben Flossenstacheln gestützt, von denen der erste bei ausgewachsenen Fischen sehr stark verlängert, und im Unterschied zu der des Kronen-Blasebalgfisches (Notopogon lilliei) mindestens so lang wie die Länge des Röhrenmauls ist. Die zweite Rückenflosse und die Afterflosse stehen einander oberhalb und unterhalb des Schwanzflossenstiels annähernd symmetrisch gegenüber. Die zweite Rückenflosse wird von 15 bis 16, die Afterflosse von 17 bis 18 Weichstrahlen gestützt. Der Orangefarbene Blasebalgfisch ist einfarbig orange oder bräunlich-rot gefärbt.

## Lebensweise
Orangefarbene Blasebalgfische leben bodennah über dem Schelf von Kontinenten und Inseln in Tiefen von 255 bis 610 Metern. Wahrscheinlich ernähren sie sich von kleinen, planktontischen Krebstieren. Ihre Lebensweise ist weitgehend unbekannt.

## Fußnote
1. ↑  (gr.) notos „Rücken“, pōgōn „Bart“ (auch im Sinne von „Schleppe“), xenos „fremdartig“, sōma „Körper“